# Ma'arav Chejfa

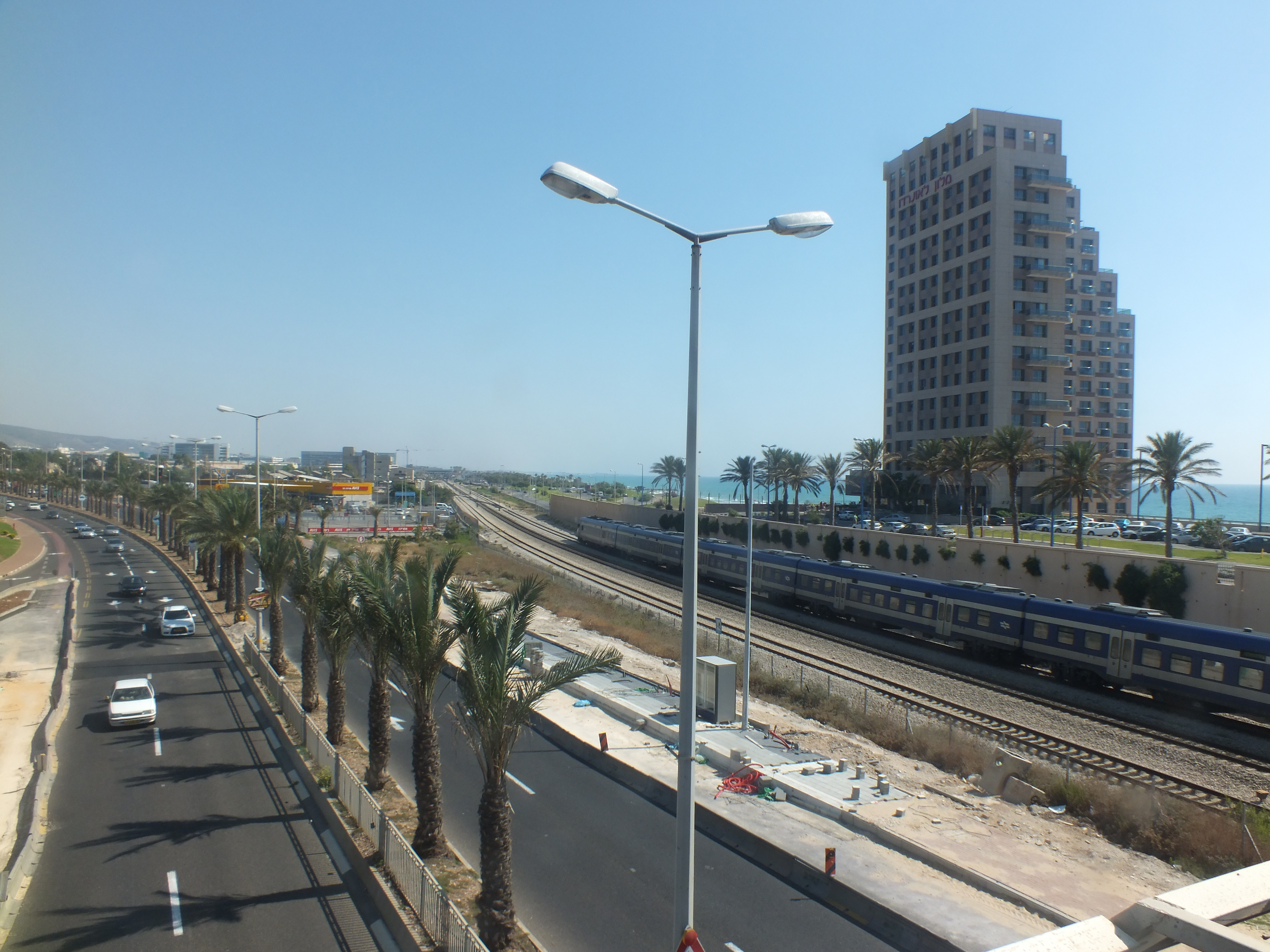
Ma'arav Chejfa

Ma'arav Chejfa (hebrejsky: מערב חיפה, doslova Haifa Západ) je jedna z devítí základních administrativních oblastí města Haifa v Izraeli. Je nazývána Čtvrť číslo 4. Nachází se v západní části města, na pobřeží Haifského zálivu a Středozemního moře. Zahrnuje převážně hustě osídlené plochy s výrazným podílem komerčních zón. Rozděluje se na tři základní podčásti: Chof Bat Galim-Kirjat Eli'ezer, Chof Šikmona a ha-Chof ha-Daromi.
Populace je židovská, s arabskou menšinou. Rozkládá se na ploše 9,76 kilometru čtverečního. V roce 2008 zde žilo 39 070 lidí. Z toho 28 310 Židů, 1 300 muslimů a 2 770 arabských křesťanů.